# Dambisa Moyo
Dambisa Moyo (Lusaka, 1969) es una economista zambiana.

## Biografía
Tiene un doctorado en ciencias económicas por la Universidad de Oxford, un máster en la Universidad de Harvard, un MBA en finanzas y una licenciatura en químicas en la Universidad de Washington.
Trabajó como consultora del Banco mundial de 1993 al 1995 y en Goldman Sachs de 2001 a 2008, donde fue jefe de investigaciones económicas y estratégicas para el África subsahariana.
Ha colaborado también con Absolute Return for Kids (ARK), una obra benéfica infantil financiada con fondo de inversión libre, y ha participado en el consejo de administración de la Lundin Charitable Foundation.
Moyo es miembro del Centre for International Business and Management (Centro de Gestión y Negocios Internacionales) (CIBAM), de la Universidad de Cambridge y del Royal Institute of International Affairs(Real Instituto de Asuntos Internacionales) (Chatham House).

## Reconocimientos
En 2009, TIME Magazine la incluyó dentro de su lista de 100 personalidades del año.
En 2022, la Reina Isabel II le otorgó el título de Baronesa.

## Publicaciones
- Essays on the determinants of components of savings in developing countries. Dissertation, University of Oxford, Oxford 2002
- The impact of pension reform on the capital markets. Goldman, Sachs & Co., New York 2005, Reihe: Global economics paper. Nr. 128
- Dead Aid. Warum Entwicklungshilfe nicht funktioniert und was Afrika besser machen kann. Aus dem Englischen von H. Lorenzen, Haffmans & Tolkemitt, Berlín 2011
- Dead Aid: Why Aid is Not Working and How There is a Better Way For Africa. Allen Lane Publishers, Londres 2009[3][4]
- How the West was Lost. Fifty Years of Economic Folly and the stark Choices ahead. Allen Lane Publishers, Londres 2011
- Winner Take All: China's Race for Resources and What It Means for the World (2012)
- Edge of Chaos: Why Democracy Is Failing to Deliver Economic Growth – and How to Fix It (2018)
- How Boards Work: And How They Can Work Better in a Chaotic World (2021)